# 中奎托湖
中奎托湖是俄羅斯的湖泊，由卡累利阿共和國負責管轄，位於凯姆河流域，長42公里、寬11.7公里，面積275平方公里，平均水深10.8米，最大水深34米，每年十一月至翌年五月結冰。